# Lopausee
Der Lopausee ist ein Stausee östlich von Amelinghausen in der Lüneburger Heide. Durch einen Damm wird hier seit dem 13. August 1973 die Lopau zu einem See mit einer Größe von ca. 12 ha gestaut. Der Staudamm liegt parallel zum Straßendamm der vorbeilaufenden B 209.
Der See dient ausschließlich als Naturgebiet und der Naherholung. Die Wasserqualität ist gut, das Angeln und Schwimmen im See ist möglich. Für letzteres gibt es einen Badestrand und einen Ponton im See. Besucher können den See auf einem ca. 2,0 km langen Fuß- und Radweg umrunden. Am Ufer gibt es ein Restaurant und einen Tretboot-Verleih. Von 2006 bis 2015 gab es einen Hochseilgarten am See. Im Lopaupark am See gibt es einen Kinderspielplatz. Jährlich zum traditionellen Heideblütenfest ist der See die Bühne für die große Lasershow zur Eröffnung.

## Bildergalerie

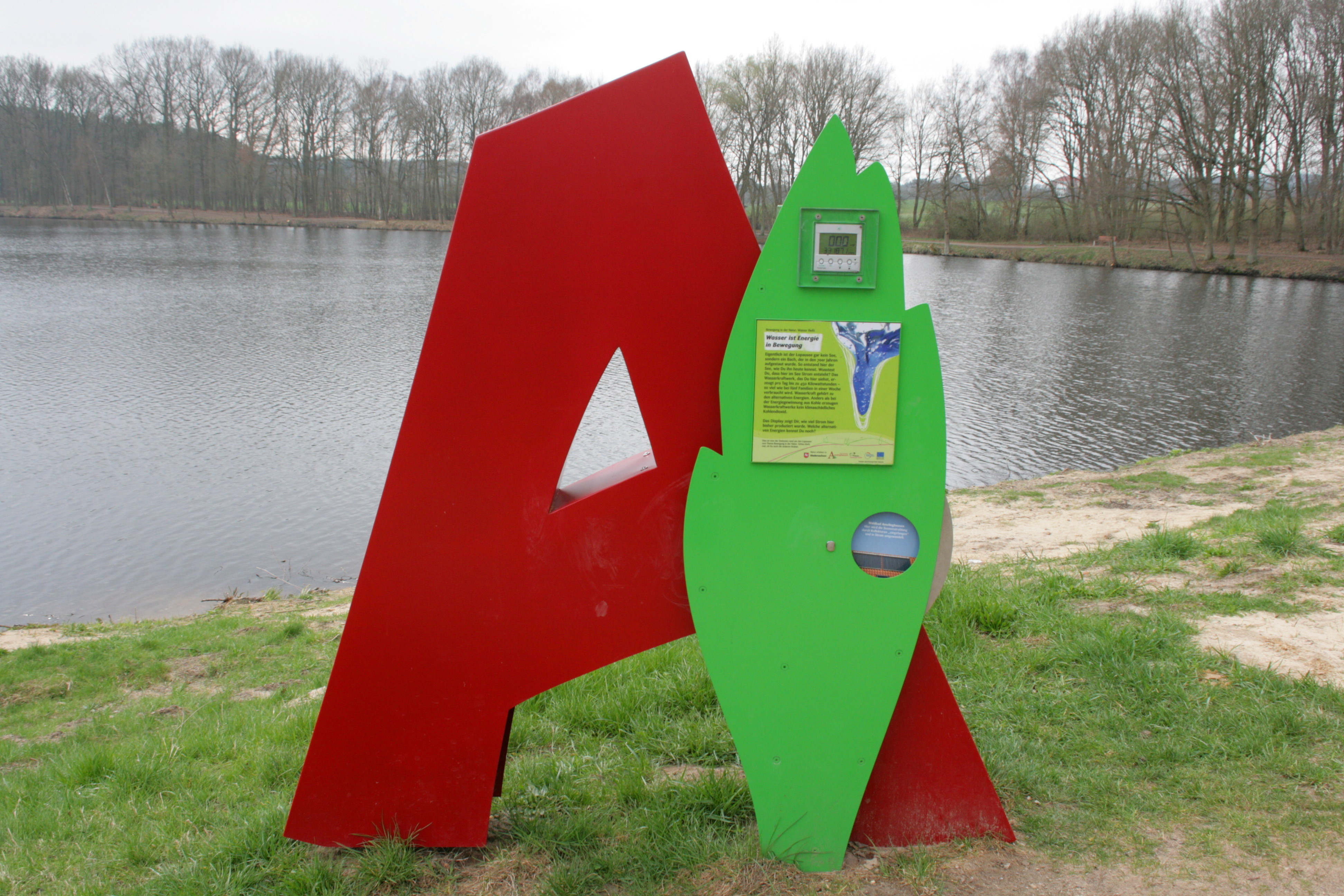
Infotafel zur Energiegewinnung, Februar 2011
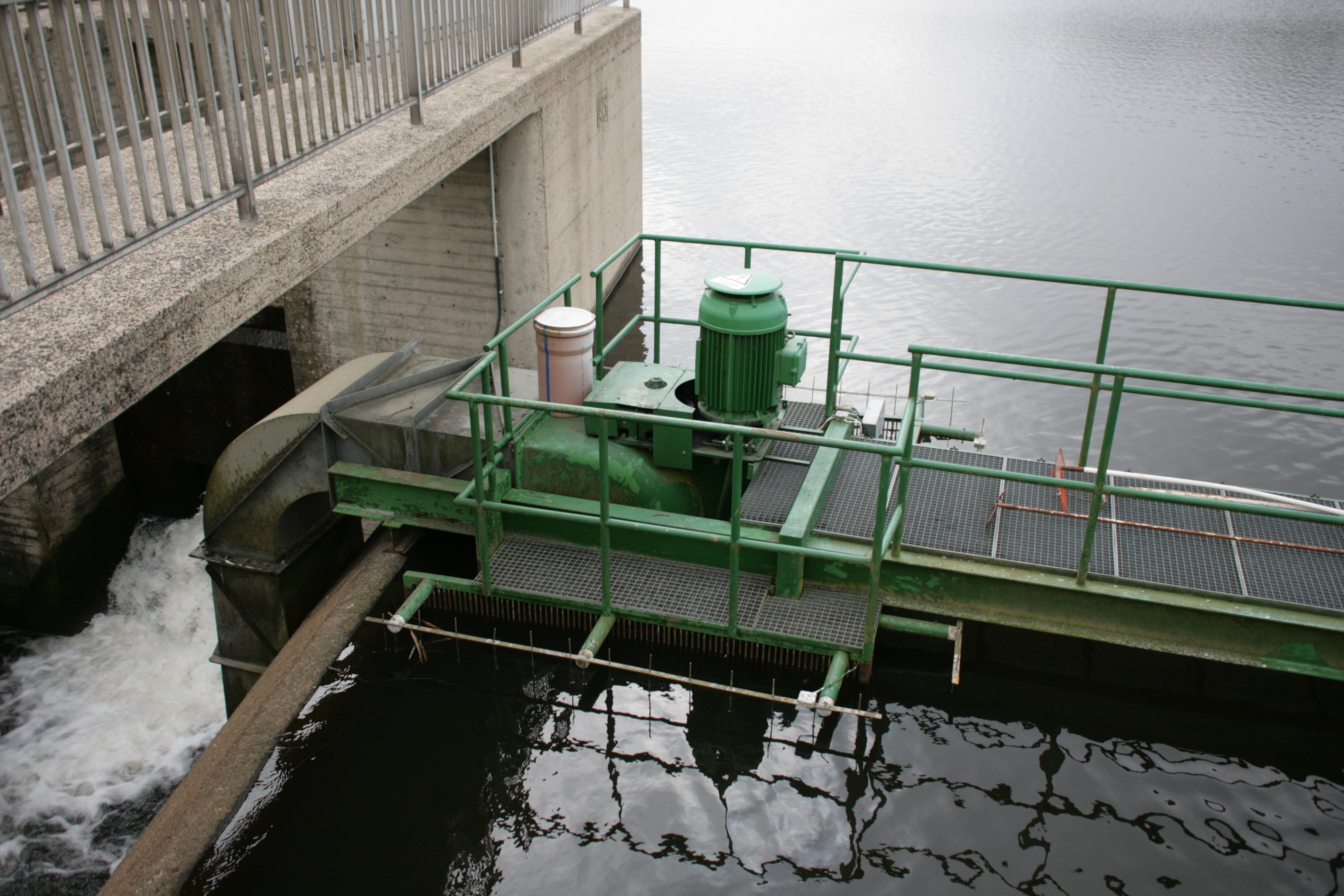
Stauanlage
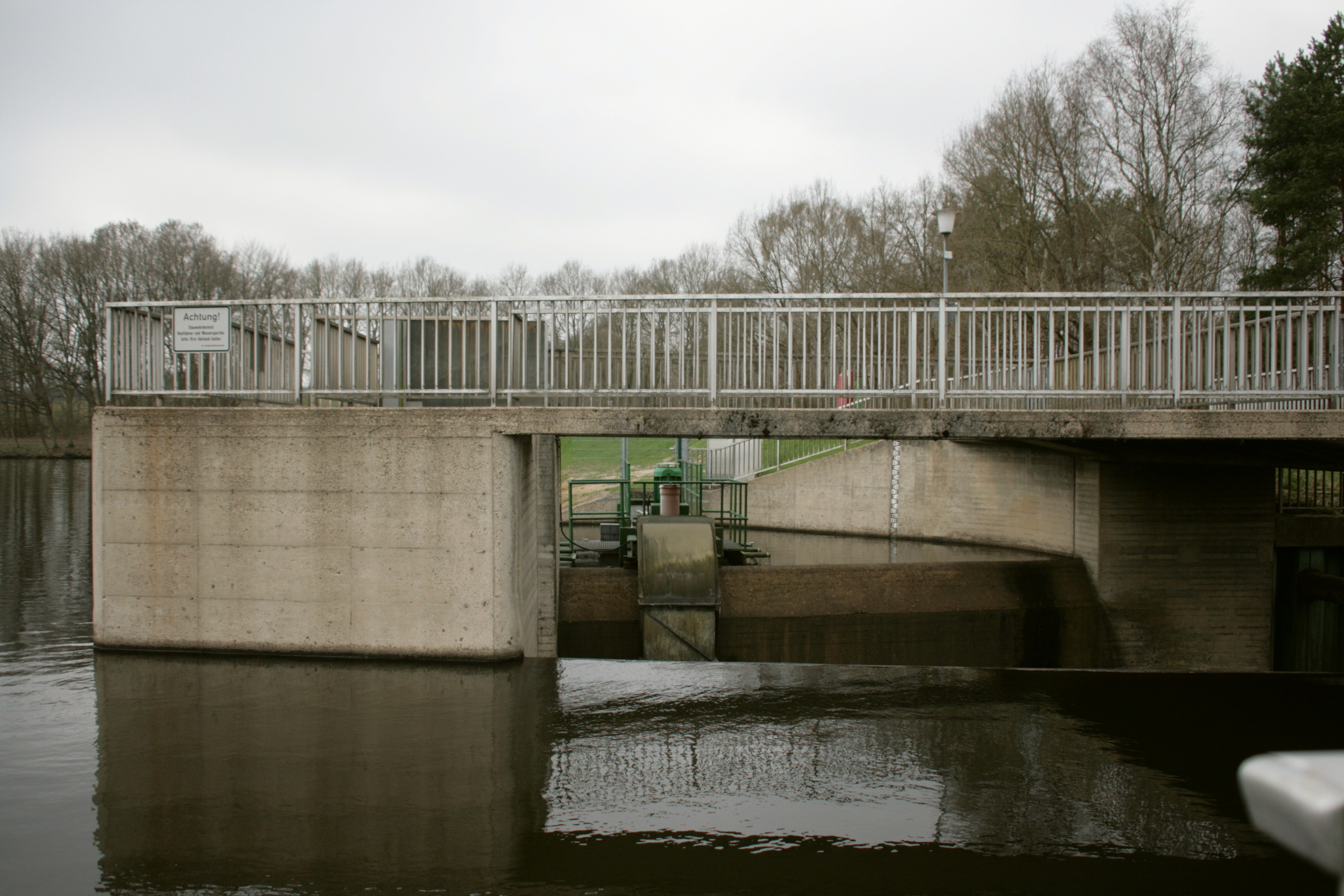
Detailansicht Stauwehrbereich
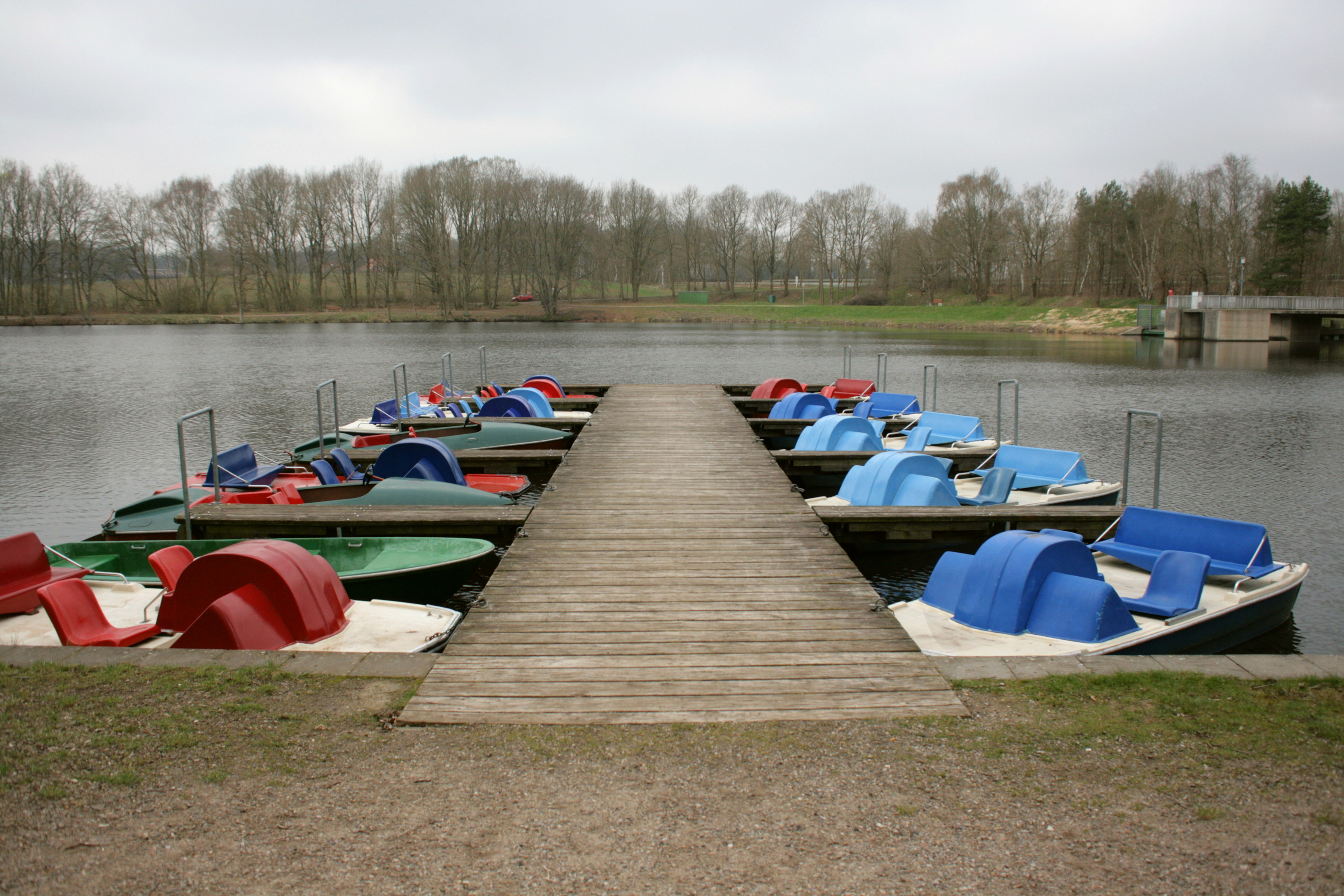
Tretbootverleih am Lopausee, Februar 2011